# José Andrade
José Leandro Andrade (n. 22 noiembrie 1901, Salto, Uruguay – d. 5 octombrie 1957, Montevideo, Departamentul Montevideo, Uruguay) a fost un fotbalist uruguayan. Era poreclit „Perla Neagră”.

## Biografie
Andrade s-a născut în Salto în 1901, mama sa fiind din Argentina. José Ignacio Andrade, care se crede că ar fi fost tatăl lui, a fost trecut pe certificatul de naștere ca martor. Bătrânul Andrade, care avea 98 de ani când s-a născut José Leandro Andrade, a fost un expert în magia africană și se crede că ar fi fost un sclav african, care a scăpat din Brazilia.

## Cariera

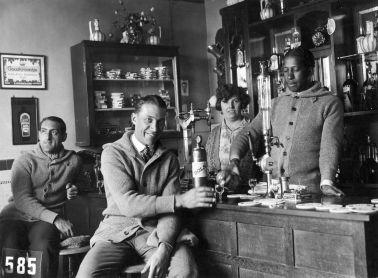
Jose Leandro Andrade într-o cafenea din Amsterdam, împreună cu colegii din echipă.

Primul club la care a evoluat Andrade a fost Miramar Misiones FC, echipă din Montevideo. La această echipă a evoluat între 1921 și 1923. A trecut apoi la Bella Vista Montevideo, club din capitala Uruguayului. A debutat la acest club în luna iulie a anului 1923, evoluând la Bella Vista până în 1925. În acest an, Andrade s-a mutat la un alt club din Montevideo, Nacional, club pentru care avea să evolueze în cea mai mare parte a carierei sale, până în decembrie 1930.
În sistemul 2-3-5 jucat la acea vreme (2 fundași, 3 mijlocași și 5 atacanți), Andrade evolua ca mijlocaș dreapta, având un rol esențial în coordonarea echipei sale. Între luna ianuarie a anului 1931 și ultima lună a anului următor, adică pentru o perioadă de aproximativ doi ani, Andrade a evoluat la un alt club cunoscut din Uruguay, Penarol Montevideo.
În ultimul an al carierei sale fotbalistice, 1933, Jose Andrade a evoluat la o altă echipă din Montevideo, Wanderers, retrăgându-se din activitatea competițională în decembrie 1933. Analizând cariera la echipe de club a lui Andrade, putem observa cu ușurință că el nu a evoluat în alt oraș decât Montevideo, deși la un moment dat avusese oferte de a evolua chiar și la echipe din Europa.
Totuși, se pare că între 1934 și 1935 Andrade ar fi continuat să joace în Argentina, la formația Club Atletico Atlanta.

## Echipa națională
Andrade a debutat la echipa națională în anul 1922, iar în 1923 câștiga Copa America într-o ediție care a avut loc chiar în Uruguay.
Însă primul său turneu important a fost turneul de fotbal de la Jocurile Olimpice din 1924, competiție care a avut loc la Paris, deaorece turneul din 1923 a fost ținut între doar 4 echipe. În primul meci, cel împotriva Iugoslaviei, coordonatorul Andrade și-a condus echipa spre o victorie extraordinară, 7-0. Deși nu a înscris, Andrade a fost unul dintre cei mai buni jucători de pe teren.
Evoluțiile bune au continuat pentru Andrade, care a jucat excelent și în turul 2 (3-0 cu SUA) cât și în turul trei, echivalentul sferturilor de finală (5-1 cu țara gazdă, Franța !). Până la urmă, după o semifinală câștigată cu greu în fața Olandei, 2-1, golul victoriei uruguayene fiind marcat în minutul 81 din penalty, Andrade a jucat și în finala câștigată în fața Elveției lui Andre Abegglen, devenind astfel campion olimpic.
Jose Andrade a fost prezent alături de echipa națională a Uruguay-ului și la Jocurile Olimpice de Vară din 1928, acolo unde naționala sud-americană a avut misiunea de a-și apăra titlul olimpic câștigat în urmă cu 4 ani. Deși victoriile nu au fost atât de clare ca în 1924, Uruguay a ajuns până în finala împotriva Argentinei, pe care avea să o câștige după o rejucare datorată scorului de egalitate consemnat în primul meci.
Dublu campion olimpic, Andrade a fost inclus în lotul formației sud-americane și la primul Campionat Mondial de Fotbal, desfășurat chiar în Uruguay. Deși nu a înscris vreun gol, Andrade a contribuit din plin la succesul formației sale, care, într-o reeditare a finalei din urmă cu patru ani de la Jocurile Olimpice, a învins cu 4-2.
Andrade s-a retras din echipa națională în 1933, după 11 ani în care a strâns un număr de 33 de selecții și a marcat un singur gol, la Copa America, pe 11 noiembrie 1929, împotriva naționalei statului Peru.

## Palmares

### Club
- Nacional
  - Primera División Uruguaya
    - Câștigător (4):1926, 1928, 1929, 1930

### Internațional
- Uruguay
  - Jocurile Olimpice
    - Medalia de aur (2):1924, 1928

  - Campionatul Mondial de Fotbal
    - Câștigător:1930

  - South American Championship
    - Câștigător (3):1923, 1924, 1926
    - Locul doi:1927
    - Locul trei:1929

### Individual
- IFFHS Football Player of the Century: 29
- 1930 FIFA World Cup All-Star Team
- France Football's World Cup Top-100 1930–1990:10th